# Lâu đài Rochester
Lâu đài Rochester là một tòa lâu đài tọa lạc trên bờ phía đông của sông Medway ở Rochester, Kent, Đông Nam nước Anh. Tháp thế kỷ thứ 12 là tính năng nổi bật nhất của lâu đài, là một trong những bảo tồn tốt nhất ở Anh hoặc Pháp. Nằm dọc theo các sông Medway và Watling Street, Rochester là chiến lược quan trọng lâu đài hoàng gia. Trong suốt thời kỳ trung cổ, nó đã giúp bảo vệ bờ biển phía đông nam của nước Anh khỏi các cuộc xâm lược. Lâu đài đầu tiên tại Rochester đã được thành lập do hậu quả của cuộc xâm lăng Norman. Nó đã được trao cho Đức Giám mục Odo bởi em trai của ông, William the Conqueror. Trong cuộc nổi loạn của năm 1088 qua việc thừa kế ngai vàng Anh, Odo hỗ trợ Robert Curthose, con trai cả của Conqueror, chống lại William Rufus. Đó là trong cuộc xung đột này là lâu đài đầu tiên nhìn thấy hành động quân sự, thành phố và lâu đài bị bao vây sau khi Odo Rochester một trụ sở cho cuộc nổi loạn. Sau khi trại quân đầu hàng, lâu đài đầu tiên đã bị bỏ rơi.